# Kupinin
Kupinin är en by i Powiat kolski i det polska vojvodskapet Storpolen. Kupinin är beläget 4 kilometer nordost om Dąbie, 20 kilometer sydost om Koło och 137 kilometer öster om Poznań.